# Helga Henning
Pour les articles homonymes, voir Henning.
Helga Henning, née le 11 novembre 1937 à Laatzen et mort le 11 décembre 2018 à Hambourg, est une ancienne athlète
allemande qui a connu le succès, principalement sur 400 m dans les années 1960.
Huit fois championne d'Allemagne sur la distance, elle a également participé aux Jeux olympiques d'été de 1968 à Mexico et deux fois aux championnats d'Europe, atteignant à chaque fois la finale. Elle a gagné sa seule médaille en salle, en devenant championne d'Europe sur 400 m aux jeux Européens d'athlétisme en salle de 1966.

## Palmarès

### Jeux olympiques d'été
- Jeux olympiques d'été de 1968 à Mexico ( Mexique)
  - 7e sur 400 m

### Championnats d'Europe
- Championnats d'Europe d'athlétisme de 1962 à Belgrade ( Yougoslavie)
  - 4e sur 400 m
- Championnats d'Europe d'athlétisme de 1966 à Budapest ( Hongrie)
  - 5e sur 400 m

### Jeux Européens d'athlétisme en salle
- Jeux Européens d'athlétisme en salle de 1966 à Dortmund ( Allemagne de l'Ouest)
  -  Médaille d'or sur 400 m
- Jeux Européens d'athlétisme en salle de 1967 à Prague ( Tchécoslovaquie)
  - éliminée en série sur 400 m